# Ли Сјенњен
Ли Сјенњен (кин: 李先念; 23. јун 1909 — 21. јун 1992) био је председник Народне Републике Кине од 1983. до 1988. године, а затим председник Националног комитета кинеске народне политичке консултативне конференције све до своје смрти 1992. године. Као члан Политбироа Комунистичке партије Кине од 1956. године, Ли је био веома значајна личност кинеског политичког живота. Сматран је једним од најутицајнијих архитеката економске политике после Културне револуције и једним од осам мудраца КПК.

## Биографија
Ли Сјенњен, члан Комунистичке партије Кине од 1927, ветеран Дугог марша (1934-35), служио је као војни капетан и политички комесар. Постао је гувернер своје родне провинције након комунистичке победе 1949. године и доласка Мао Цедунга на власт. Био је министар финансија у Пекингу (1954-1978) и самоуки економиста који је подржавао совјетски економски модел централног планирања. Одиграо је значајну улогу у обнови економије после глади која је наступила услед пропасти иницијативе под називом Велики корак напред (1958-60).
Након Маове смрти 1976. године, Ли Сјенњен је успео да преживи бројне чистке. У почетку се противио Денг Сјаопингу, али се повукао када је Денг постао премијер Кине и окривио себе за привредни дефицит. Ли, који је био у великој мери церемонијални председник државе од 1983. до 1988. године, подржао је Денга у војном сузбијању демократских демонстрација на тргу Тјенанмен 1989. године.

## Остало
Године 1984. Ли Сјенњен је постао почасни грађанин Београда.